# Polycentropus morettii
Polycentropus morettii är en nattsländeart som beskrevs av Malicky 1977. Polycentropus morettii ingår i släktet Polycentropus och familjen fångstnätnattsländor. Inga underarter finns listade i Catalogue of Life.